# 北京第二实验小学
北京第二实验小学是位于北京西城区西单地区新文化街的一所小学。截至2022年，北京第二实验小学拥有新文化街校区（本部、低年级部）、德胜校区及多所分校。

## 历史

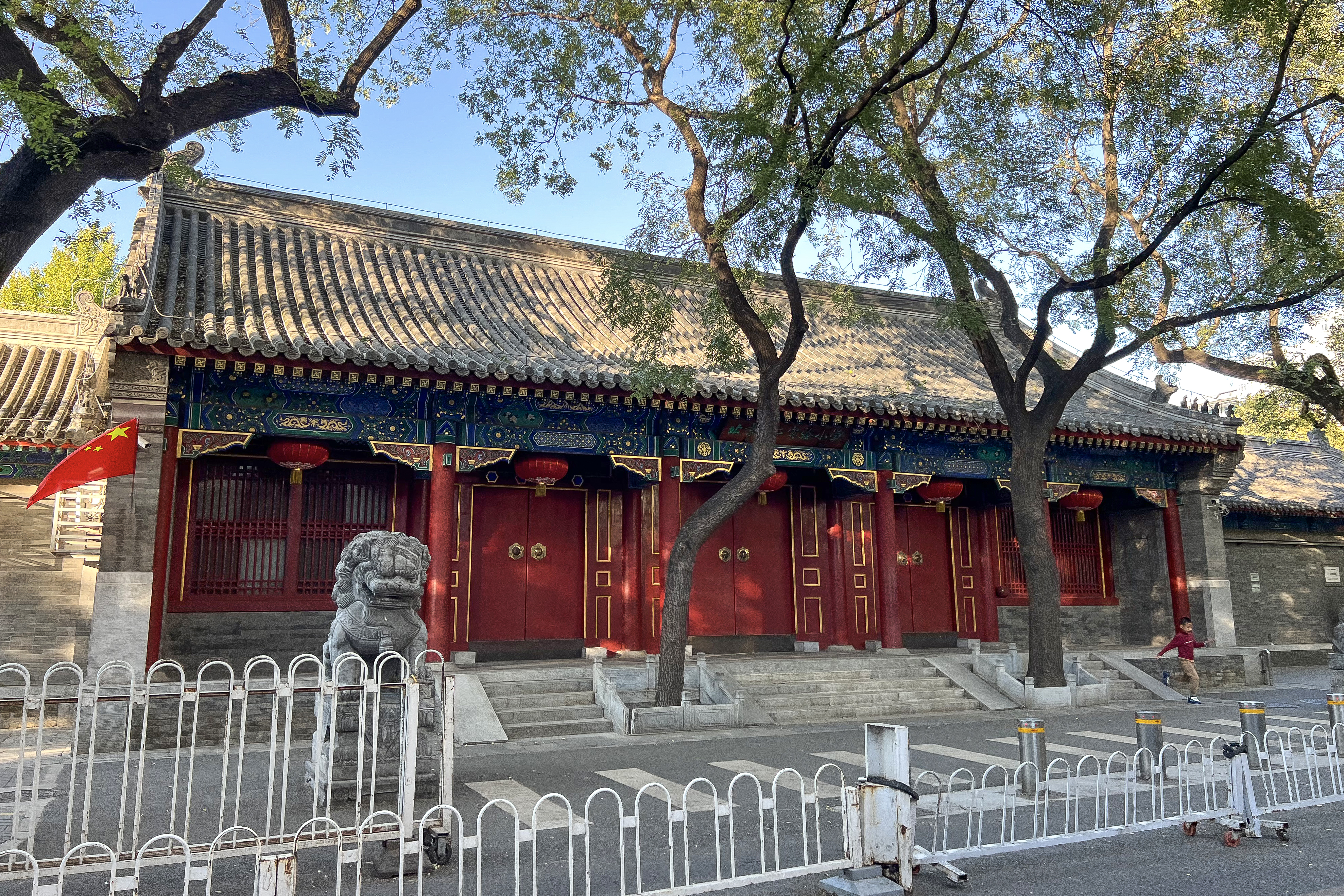
低年级部（克勤郡王府）

北京第二实验小学前身为成立于清宣统二年（1909年）9月19日的京师女子师范学堂附属两等小学堂，首任校长为孙世庆，現任校長為芦咏莉。京师女子师范学堂在之后几年多次易名，小学也随之更名。1938年，小学改归属北京女子师范学院管理并改名为“国立北京女子师范学院附属第二小学”。1941年更名为“国立北京师范大学附属第二小学”，1946年更名为“国立北平师范学院附属第二小学” 。1955年，学校改名“北京第二实验小学”。
2001年，位于克勤郡王府的新文化街第二小学并入实验二小。2004年6月，北京第二实验小学接收原北礼士路二小校舍，将其改为实验二小官园校区，供一年级新生使用。
2006年7月，因原址手帕胡同18号将改建为华能大厦，北京第二实验小学三至六年级临时迁入位于新文化街134号原北京铁路师范学校院内的周转校区，同时开始在新文化街与佟麟阁路交叉处西北角建设新校区。2007年12月19日，新校区建成。
2014年，位于德胜门外的西城民族团结小学并入北京第二实验小学，成为北京第二实验小学德胜校区。

## 著名校友
北京第二实验小学毕业的学生中，有两弹一星功勋奖章获得者钱学森、全国政协副主席陈元、两院院士张维、刘少奇的夫人王光美、考古学家张光直、原中国民主建国会主席成思危、中央政治局委员薄熙来、奥斯卡最佳电影作曲奖得主苏聪、电影导演滕文骥等人。中将刘原，投资人薛蛮子，钢琴家王阳，小提琴家闫平，王滬寧之子（第四任妻子所生)，蔡筱樺（蔡奇孫輩)。